# Julián de Zulueta y Amondo

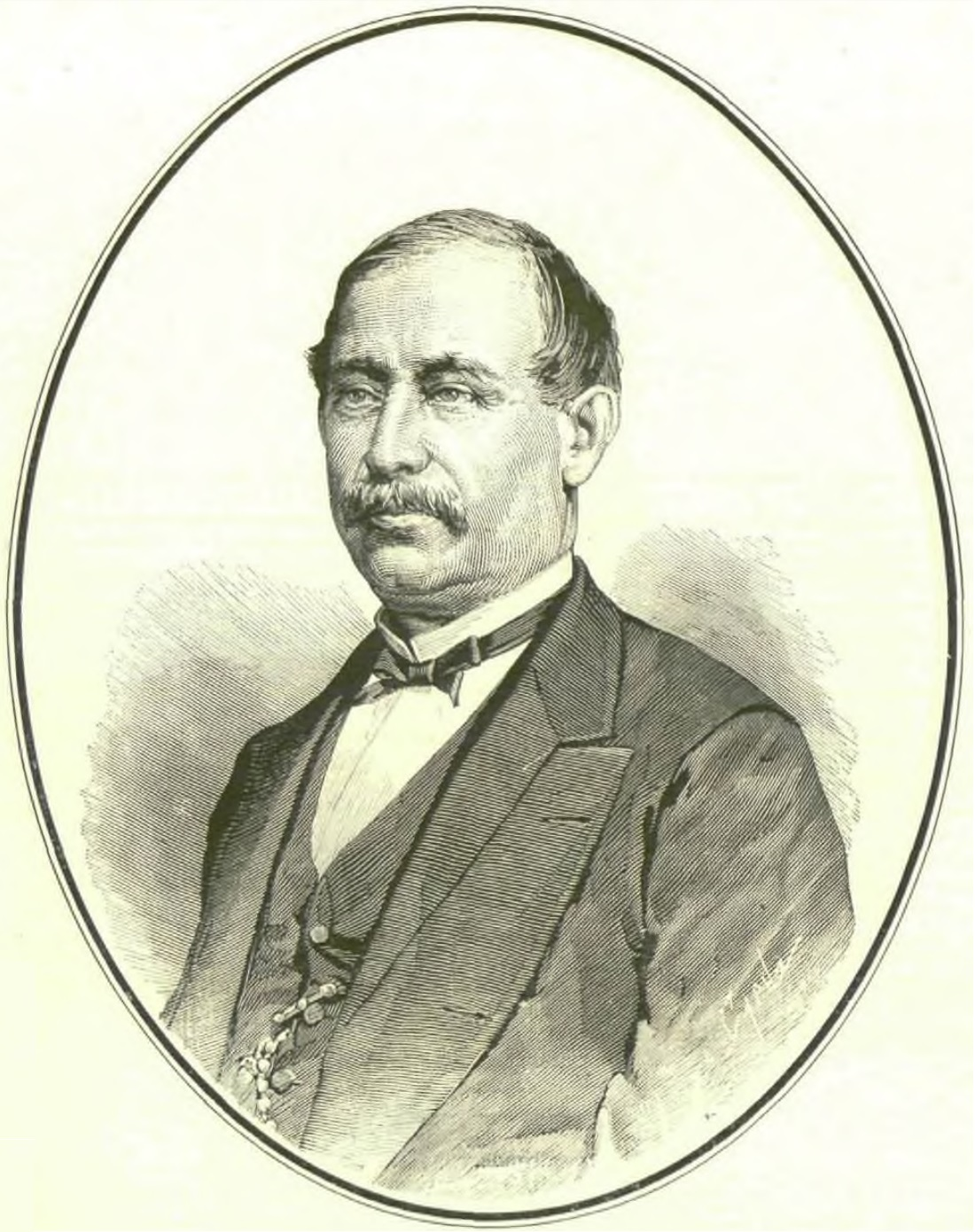
Julián de Zulueta y Amondo (1878)

Julián de Zulueta y Amondo (* 8. Januar 1814 in Anúcita, Ribera Alta, Álava, Autonome Gemeinschaft Baskenland; † 4. Mai 1878 in Havanna) war von 1864 bis 1876 Alcalde von Havanna.
Julián de Zulueta y Amondo war Cónsul del Real Tribunal de Comercio; Vorsitzender der Comisión Central de Colonización und der Comisión  de las Juntas de la Deuda der  Comisión  de Hacendados y Propietarios Er war Oberst der Miliz, Senator des Königs auf Lebenszeit Vorsitzender des Casino Español de La Habana; Vorsitzender des  Partido de Españoles en Cuba.

## Leben
Seine Mutter war Manuela Estefania de Amondo y Barañano eine Cousine von Andrés de Isasi. Sein Vater war Domingo Timoteo de Zulueta y de Salcedo, de Lezameta y Ugarte.
1832 wanderte Julián de Zulueta y Amondo aus dem Baskenland nach Kuba aus. Er heiratete am 1. Oktober 1842 in Havanna Juliana Ruiz de Gamiz y de Zulueta.

## Sklavenhalter und Kulie-Kontraktor
Das Handelshaus Zulueta & Company war ein weltweit operierendens Familienunternehmen, zu welchem Pedro José de Zulueta in London gehörte. Das Familienunternehmen war, nach dem letzten Asiento de Negros, welchen die South Sea Company für den Zeitraum von 1714 bis 1744 abgeschlossen hatte, im Sklavenhandel aktiv. Nach der Revolution auf Haití, zwischen 1791 und 1803, wurde von diesem damaligen weltweit größten Zuckerproduzenten nichts mehr für den Weltmarkt gekauft. Die französischen Zuckerpflanzer waren teilweise nach Kuba ausgewandert und ab 1800 begann der Anbau von Zuckerrohr und nach kurzer Zeit wurde auf allen ertragreichen Böden Zuckerrohr angebaut. Sklavenarbeit brachte Profit für diese Palantagenökonomie auf Kuba. 1774 waren 3.8879 Menschen auf Kuba Sklaven und waren damit 22,8 % der Bevölkerung.
1841 waren 436.495 Menschen auf Kuba Sklaven und waren damit 43, 3 % der Bevölkerung. In Großbritannien war Sklavenhandel seit 1807 verboten. Von 1812 bis 1844 wagten die Sklaven auf Kuba acht große Aufstände, welche von den Sklavenhaltern und der spanische Miliz niedergeschlagen wurden.
Der Sklavenhalter und Zuckerrohr Haziendero, Julian de Zuluetas brachte 1844 als Vorsitzender der Real Junta de Fomento y de Colonización, eine Landeigentümervereinigung. Den Vorschlag zum Anwerben von Kulies in China vor.
Bei diesem Projekt trat Zulueta & Company von Pedro José de Zulueta, in London als Treuhänder auf.
Sie unterzeichnete 1846 Subunternehmerverträge mit Matía Menchacatorre aus Manila und Tait & Company aus London. Diese Unternehmen, und ähnliche ließen über Mittelsmänner, welche in China chu chay tau (Schweinehüter) genannt wurden, Arbeitskräfte anwerben. Den jungen gesunden Bauern wurde baldiger Reichtum versprochen und rasch schifften sie in Amoy, einem Handelshafen in der Provinz Fujian in Südchina nach Tay Loy Sonne dem großen Spanien ein.
Am 3. Juni 1847, machte das spanische Schiff Oquendo nach 131 Tagen auf See mit 206 Chinesen an Bord in Havanna fest. Von diesen waren sechs auf See gestorben und sieben kurz nach der Ankunft.
Am 12. Juni 1847 kam die britische Duke of Argyle mit 365 Chinesen nach 123 Tagen auf See in Havanna an auf See waren 30 gestorben. Die Real Junta de Fomento y de Colonización verteilte die Kulies der beiden Schiffe in Zehnergruppen an die verschiedenen Plantageneigentümer und eine Eisenbahngesellschaft. Sie wurden wie Sklaven behandelt.
Pedro Juan Zulueta de Ceballos wurde in der Kuliezeit in Kuba der vermögendste Mann im spanischen Weltreich.
Julián de Zulueta y Amondo heiratete am 17. Januar 1864 in Havanna Francisca de los Dolores Sama y de la Mota (Trujillo, Badajoz, 4. Oktober 1825 + 12. Mai 1857),
Zu ihren Kindern gehörte Salvador de Zulueta de Zulueta y Sama († 21. Februar 1913) und Ernesto de Zulueta y Sama.
In seinen Betrieben führte er frühindustrielle Zuckerverarbeitungsmethoden ein. Seine Korrespondenz mit dem US-Zucker-Importeur Brown & Manson in Boston ist teilweise erhalten.

## Würdigung durch die spanische Krone
An ihn wurde das Großkreuz des Orden de Isabel la Católica und des Orden Karls III. verliehen. Er wurde zum ersten Marquess von Álava und zum ersten Viscount von Casa Blanca erhoben.